# Pelochrista infidana
Pelochrista infidana es una especie de polilla perteneciente al género Pelochrista, categorizada en la tribu Eucosmini, de la subfamilia Olethreutinae.

## Distribución
Se distribuye por Europa.

## Taxonomía
Fue descrita por Hubner en 1823 y publicada por primera vez en Samml. Eur. Schmett 7: pl. 47 figs. 296-298.